# Skorpió
Skorpió — венгерская супергруппа 70-х, работавшая в стиле хард-рок. Её альбом «A rohanás» был признан лучшим венгерским альбомом 1974 года.

## Классический период
Группа «Skorpió» была образована в начале 1973 года и стала третьей по счёту венгерской супергруппой после «Locomotiv GT» (1971) и «Taurus» (1972). Идея создать этот ансамбль пришла к бас-гитаристу Карою Френрейсу (Frenreisz Károly, 1946 г.рожд.) из «Locomotiv GT» и органисту Дьюле Паппу (Papp Gyula, 1951 г.рожд.) из «Mini» во время совместных гастролей их групп в 1972 году. Для воплощения замысла музыкантам требовался опытный барабанщик, и их выбор пал на Габора Фекете (Fekete Gábor, 1952 г.рожд.), за плечами которого был многолетний опыт исполнения фанк-рок-ритмов в группах «Generation», «Zé-Gé», «Atlantis», «Hungária» и «Theátrum». Поскольку все трое музыкантов родились в ноябре под зодиакальным созвездием Скорпиона, было решено назвать новую команду «Skorpió».
Первоначально музыканты хотели остаться как трио, но вскоре поняли, что без гитариста им не обойтись. В качестве четвёртого участника «Skorpió» они рассматривали кандидатуры Тибора Татраи (Tátrai Tibor) и Шандора Ревеса (Révész Sándor). Однако первый из них в то время уже вошёл в состав джаз-рок-оркестра «Syrius», а второй предложение принял и даже пробыл в «Skorpió» пару месяцев, но затем поступил не очень порядочно: пока Карой Френрейс ездил в Лондон покупать инструменты, он использовал его договорённости с различными клубами и залами для своих сольных выступлений. В итоге Шандор Ревес не был принят в группу, и единственным воспоминанием о его участии в «Skorpió» осталась запись концерта в Праге, во время которого Ревес и его будущая супруга Шаролта Залатнаи исполнили дуэтом песню в сопровождении «Skorpió». После этого Фекете настоял на том, чтобы в качестве гитариста в команду взяли его друга Антала Габора Сюча (Szűcs Antal Gábor, 1950 г.рожд.), легендарного гитариста «Szivárvány», который только что завершил длительный концертный тур по СССР в составе команды «Hungária».
Френрейс приобрёл для своей группы в Лондоне поистине шикарные музыкальные инструменты: электроорган Hammond A-100, Holner Mellotron Roland, бас-гитару Fender Precision Bass, гитары Gibson Les Paul и SG, стеклянные барабаны Ludwig и тарелки Paiste. На 40-й день после создания группы музыканты дали первый концерт в квартале Tabán, на который пришло 18 тысяч поклонников. Практически сразу после создания «Skorpió» выпустила свой первый сингл «Hosszú az út»/«Szevasz, haver!» (1973), за которым последовали различные теле- и радио-выступления. Летом 1973 года группа выступила на X Всемирном фестивале молодёжи в Берлине на Александр-плац перед 100 000 зрителей, а также приняла участие в записи альбома «Hadd mondjam el» для Шаролты Залатнаи.
Карой Френрейс был в хороших отношениях с Петером Эрдёшем, главой лейбла Pepita, поэтому дебютный диск-гигант группы очень быстро получил зелёный свет. Альбом «A rohanás» («Гонка») молодёжь буквально сметала с полок магазинов, и в итоге он стал трижды платиновым с объёмами продаж около 600 тысяч экземпляров, а также был № 1 в хит-параде молодёжного журнала (Ifjúsági Magazin Slágerlistája) и № 1 в годовом Slágerlistá'74 ТОР10. Композиция «Így szólt hozzám a dédapám» была № 1 в годовом Slágerlistá'74 ТОР20 синглов, «Szevasz, Haver» — № 14, «A rohanás» — № 18. Однако по распоряжению Комитета по Цензуре Fekete Gábor не был указан на обложке альбома как соавтор. Авторские права были присвоены Кароем Френрейсом, и Габор Фекете не получил в итоге ни форинта за своё творчество.
В том же 1974 году ORI, Interkoncert, Hungaroton и «Союз диссидентов 1956 года» организовали тур в США и Канаду, в концертной программе которого приняли участие несколько десятков венгерских звёзд, в том числе юморист Ласло Кабош, эстрадные исполнители Янош Коош и Жужа Конц и другие. Группа «Skorpió» открывала и закрывала каждый их концерт. Также музыканты регулярно гастролировали по странам Восточной Европы, в том числе в Польше, ГДР и Югославии, ежегодно давая не менее 200 аншлаговых выступлений. В 1975 году во время выступления в Белграде группа пересеклась с легендарной британской рок-командой «Deep Purple». К середине 70-х «Skorpió» стала одним из лучших венгерских рок-ансамблей, наряду с «Omega» и «Locomotiv GT».
В 1976 году «Skorpió» выпустила свой второй альбом «Ünnepnap» («Праздничный день»). Работа над его записью началась вскоре после тура в США и Канаду, поэтому в его треках отразилось влияние американской фанк-музыки 70-х (Стиви Уандера и других). Альбом стал дважды платиновым и был № 4 в годовом Slágerlistá'76 ТОР10. После этого Габор Фекете эмигрировал в Великобританию, а затем в США, и в составе группы его заменил Габор Немет (Németh Gábor, 1955 г.рожд.), до этого игравший в «Theátrum» и «Apostol». В новом составе группа представила Венгрию на Музыкальном Фестивале в Сопоте, исполнив композиции "Kelj fel jóember" и "Vége van a napnak" и заняв 10-е место, а также записала альбомы «Kelj fel!» («Вставай!», 1977, № 9 в годовом Slágerlistá'77 ТОР10) и «Gyere velem!» («Пойдём со мной», 1978), которые были уже менее хитовыми. Тем не менее последний альбом получил большую известность на Западе, объём его продаж за рубежом был около 70 тысяч копий. Последовали очередные туры, в том числе в Швецию, Финляндию и Турцию. Также группа приняла участие в записи дебютного альбома младшей сестры Антала Габора — диско-звезды Юдит Сюч.

## Dinamit
С 1973 по 1979 год «Skorpió» дала около 1000 отечественных и зарубежных концертов. Из-за постоянных выступлений музыканты не имели возможности сочинять новые песни и заниматься личной жизнью. Они устали от бесконечных путешествий и друг от друга. К тому же Френрейс стремился выжать максимум материальной выгоды и заключал контракты на концерты везде, где это только было можно. Также он несколько раз обходился с другими участниками не слишком порядочно, вычитая у других членов группы деньги по различным поводам. Постепенно всё это надоело прочим участникам, и в итоге 4 апреля 1979 года Антал Габор Сюч, Дьюла Папп и Габор Немет вышли из состава «Skorpió» и создали свою собственную группу «Dinamit».
По замыслу музыкантов, у «Dinamit» должен был быть другой стиль исполнения, плюс если «Skorpió» делала упор на инструментальную музыку, то в новом ансамбле на передний план вышел вокал. Поэтому они пригласили в свой состав одного из лучших венгерских вокалистов Дьюлу Викидаля (Vikidál Gyula, 1948 г.рожд.), который ради этого ушёл из родного для него коллектива «P. Mobil». Альтернативной кандидатурой ему рассматривался Петер Туньоги из группы «Beton», но тот ранее не исполнял рок, поэтому его решили всё же не приглашать, и в итоге Петер Туньоги попал в «P. Mobil» на место Дьюлы Викидала. А бас-гитаристом «Dinamit» стал брат её барабанщика Алайош Немет, выступавший в «Mini». В итоге сложилась команда талантливых музыкантов, которые имели свой стиль и оставили большое впечатление у поколения конца 70-х. «Dinamit» очень быстро записали и выпустили первый сингл «Tinédzser dal»/«Neked adnám a világot», из-за чего про них немедленно написали в прессе, что они «финансируемая государством группа». Но на самом деле они работали на коммерческой основе, просто имели достаточно средств, и каждая удачная запись давала возможность для последующих. Песня «Tinédzser dal» стала крупным хитом (№ 14 в годовом Slágerlistá'80 ТОР20 синглов), автором её текста был S. Nagy István. А на концертных выступлениях у группы была особая фишка: Викидал выносил на сцену наковальню и молот и эффектным ударом последнего «разрывал небеса».
В 1979 году «Dinamit» также записала второй сингл «Mi ez az érzés?»/«Igazság» и поучаствовала в записи второго альбома Юдит Сюч, а на следующий год выпустила свой собственный дебютный альбом. Но публика восприняла его прохладно, поскольку их музыка была слишком профессиональной, а пресса разразилась критическими отзывами. В 1980 году к команде присоединился второй гитарист Ласло Лугоши, ранее игравший в «Beatrice», и благодаря тандему из двух гитаристов второй альбом «A híd» («Мост», 1981) получился ещё более красочным и ярким. Однако и он не попал в хит-парады, лишь песня «Néma kőszobor» была № 16 в годовом Slágerlistá'81 ТОР20 синглов. Группа имела достаточно материала для третьего альбома и исполняла эти песни на концертах («Éjszakai séta», «Keresztúton állok», «Beterít a mámor», «Nekem nő kell»), но к тому времени атмосфера в коллективе ухудшилась, и в конце 1981 года музыканты сообщили о закрытии проекта. После этого Szűcs Antal Gábor, Németh Gábor и Németh Alajos перешли в группу «Bikini», которую создал Феро Надь из распавшейся «Beatrice», а Дьюла Викидаль ушёл в «P. Box». В 1982 году первый выпуск нового телеобозрения «Pulzus» поведал зрителям о том, как «пресса разрушила группу».

## Új Skorpió
Пока Антал Габор Сюч и его команда выступали как «Dinamit», оставшийся в одиночестве Карой Френрейс собрал новый состав для свой группы. В «Új Skorpió» («Новый Скорпион») кроме него вошли гитарист Тибор Татраи из «Generál» и молодой барабанщик Тамаш Папп из «Korál». И снова Карой Френрейс сделал упор на максимальную финансовую выгоду, благодаря чему его новая команда ежегодно давала сотни концертов в Венгрии, Польше, ГДР и других странах. Группа выпустила два диска-гиганта: «Új Skorpió» (1980) и «Zene tíz húrra és egy dobosra» (1981), которые как и альбомы «Dinamit» в венгерские хит-парады не попали. Зато музыкальное обозрение Pop-Meccs признало Кароя лучшим бас-гитаристом Венгрии в 1981 и 1982 годах. Распался «Новый Скорпион» в конце 1983 года, когда гитарист Тибор Татраи, устав от бесконечных путешествий, перешёл в «Hobo Blues Band». После этого Френрейс снова стал искать пути сближения с Сючем.
К 1985 году бывшие музыканты «Skorpió» преодолели разногласия и снова объединились под названием «Skorpió». В состав группы вошли бас-гитарист Карой Френрейс, гитарист Антал Габор Сюч, барабанщик Томаш Папп и клавишник Геза Пальвёльдьи из «East». В новом составе команда приняла участие в работе над очередной пластинкой Юдит Сюч «Tudod, a tiéd vagyok» (1985) и совершила с нею гастроли по Кубе. Также «Skorpió» записала новый альбом «Azt beszéli már az egész város», одноимённая композиция с которого «Azt beszeli már az egész város» была № 8 в годовом Slágerlistá'85 ТОР20 синглов. Группа просуществовала до 1993 года, выдав на прощание финальный альбом «A show megy tovább», после чего Антал Габор Сюч перешёл в «Bojtorján».

## Синглы Skorpió
1973 — Hosszú az út / Szevasz, haver! 

1978 — A rágógumi / A Boszporusz partjain 

1979 — Új generáció / Előre nézz!

## Альбомы Skorpió
1974 — A rohanás (№1 в годовом TOP10 Slágerlistá'74)

1976 — Ünnepnap (№4 в годовом TOP10 Slágerlistá'76)

1977 — Kelj fel! (№9 в годовом TOP10 Slágerlistá'77)

1978 — Gyere velem! 

1978 — The Run (англоязычный альбом, Швеция) 

1980 — Új Skorpió 

1981 — Zene tíz húrra és egy dobosra 

1983 — Aranyalbum 1973—1983 (сборник) 

1985 — Azt beszéli már az egész város 

1993 — A show megy tovább 

1993 — Skorpió ’73-’93 Aranyalbum (сборник)

## Синглы Dinamit
1979 — Tinédzser dal / Neked adnám a világot 

1979 — Mi ez az érzés? / Igazság

## Альбомы Dinamit
1980 — Dinamit 

1981 — A híd